# クァール
クァール（英語: Coeurl）とは、A・E・ヴァン・ヴォークトの短編『黒い破壊者』（原題：Black Destroyer、1939年）に登場する架空の地球外生命体。のちこれを含む幾つかの短編をつなぎ合わせた長編SF小説『宇宙船ビーグル号の冒険』の第1–6章（1950年）に、設定の改変をくわえて登場。

## 特徴

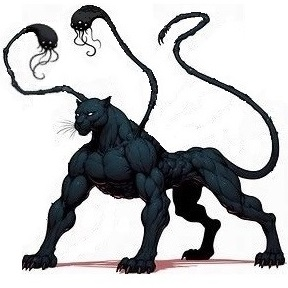
クァール想像画（触角の先が吸盤のバージョン）―『宇宙船ビーグルの冒険』（1950年）を元にAI生成画像および編集

かつて高い文明を持ち、高い知能を有する。触角を持つ巨大な猫型で体色は黒。『黒い破壊者』では、クァールは振動を自由にあやつり、獲物のイド生物から「イド」をすべて残らず抜き取ってしまい、これを摂取して生きている。この「イド」とは（短編では体内のリン素だが）長編『宇宙船ビーグル号の冒険』では、生きた組織に含まれたカリウムでなくてはならず、まだ生きてうごめく生物から摂取せなばならない、と補足説明される。
前足は異常に発達しており、そして耳の代わりに毛のような巻きひげの状の触角が肩から生えている。触角は（短編では先端を七本指の形に変化させることができ）長編では触角に吸盤がついており、いずれにしろ人間の手と同様、機械の操作など細かい作業をする事ができる。
短編では、振動操作能力を使って獲物のリンを抜きとるが、長編では、長い触手の先端の吸盤をもちいてカリウム組織を吸収する設定に改変されている。
触角を使ってラジオ波を送受信することによる対話（通信）手段をもつ。この耳に相当する触角器官で振動波銃の攻撃を無効化できる。
性格は残忍で狡猾。巨体にふさわしい膂力も有しており、「黒い破壊者（ブラック・デストロイヤー）」の題名にふさわしい。原住惑星は塩素が大気の主成分であったが、酸素も呼吸することが出来、フッ素大気や真空中でも生存可能と推測されている。
『宇宙船ビーグル号の冒険』では、探検宇宙船「スペース・ビーグル号」で航行中の学術探検隊が立ち寄ったある惑星で発見された。滅亡した文明が生み出した実験動物の生き残りであると推測されている。登場する個体は、過去100年のあいだに、餓死寸前の7頭の同族を共食いで殺し食いつないでいた。人間の探検隊に対しては無害な獣を装い、生体サンプルとして捕獲される事で探検隊に潜り込む事に成功するが、空腹に耐えかねついに化学者ひとりを殺してしまう。ゼリー状の塊のような遺体から化学部長のケントはリン（カリウム）が抜き取られていることを究明し、ボウルに有機リン（生きた細胞にカリウムが浮遊したもの）を入れてクァールが餌として反応するか実験したが、失敗、クァールはボウルの内容物をケントの顔にぶちまけた。ケントは振動波銃を撃ったが、クァールは無効化した。
探検隊は、殺処分を保留とし、とりえあずケージの檻に監禁。しかしクァールは電子ロックを解除して逃げ出し、何人もの乗組員を殺して元のケージにすまし顔で戻った。クァールのしわざなのか困惑する科学者たち。しかし、遠隔式のレントゲン的な画像生成も妨害されており、クァールがあらゆる波長の振動を送受信できることが分かってきた。ついにモートン総監督が決意してケージの電流を流すが、無効。クァールはどさくさに紛れて脱出、捜索するとケージの背後の壁にどっかり穴が空いている。これも金属の分子構造に干渉したり、宇宙船の動力を奪い電気エネルギーで破壊したものと結論された。
クァールはエンジン室を占拠。動力を発動させ、船を宇宙へ発信させてしまった。そして小型艇に乗っての脱出を企てる。短編では、全長40フィートの葉巻型船艇を工作室で自作して完成させ、人間どもが突入する前に小型艇に乗り込み、星間巡洋艦の壁をぶち抜いてから逃亡する。長編では、総合科学者（ネクシャリスト）のグローヴナーの意見で、わざと逃がす算段になり、故意に工作室にある呼称中の救命艇のところまで誘導させる。クァールはこれを修理し、脱出する。しかし、反加速航行を知らなかったため、自分の星に戻るのとは逆方向に進行し、母艦に追いつかれた末、原子熱線砲の攻撃を受けては死をまぬかれないと悟り、自殺した。
短編では、クァールの個体は脱出が成功したら、他の生き残りと共同して、地球人から得た宇宙船艇の技術を使い、他の星系などにくりだすことを企んでいたので、まだ生き残りは残っていた。探検隊も、生き残りがいる仮定で、殲滅の決断をする。考古学者の苅田（原作ではコリタ）が、クァールの習性を考えれば、討伐隊ではなく拠点を構えていれば、つられてやってくるだろうという方法を提案。生物学者スミスは不快感を示す（生物学者たちは、そもそも貴重な生物サンプルの死滅には反対していた）。しかしモートン総督が、「奴がかねての文明でも犯罪者だったという私たちの判断が正しかった」、と趨勢の総意として述べた。そして考古学者が、「われわれは歴史を知って勝利を得たのだよ」、と生物学者に告げて短編は終わっている。しかし長編小説では、クァールが他世界進出をくわだてる情報がなく、総合科学者グローヴナーが主人公仕立てになっており、最初は同僚の多くが敵対的だが、最後には大半がネクシャリズムに傾倒しかかっていることになっている。長編ではグローヴナーが提案した、故意に逃がすという案は、個体の自殺という結果に終わったが、グローヴナーは、あえて能動的に他の生き残りの殲滅に向かわなくても、放置してそのうち「餓死するままにすればよいのでは？」と最後に告げている。

## 刊行歴
1939年、ヴァン・ヴォークトが最初に描きあげたSF短編「獣の宝庫 [仮訳]（Vault of the Beast）」は、『Astounding』誌が書き直しを要求し、発表が翌年に延びたが、書き上げた二作目だった「黒い破壊者 Black Destroyer」は即採用され、7月号の表紙を飾り、たちまち称賛を浴びた。次いで「深紅の不協和[仮訳]（Discord in Scarlet）」が同誌12月号に発表された。
これら「黒い破壊者」から第1–6章、「深紅の不協和」から13–21章等々と短編をつなぎ合わせて長編にまとめたのが『宇宙船ビーグル号の冒険』であり 、総合科学(ネクシャリズム)（多分野のシナジー的なソリューションを求める主義、マルチ才能人間育成法）を新テーマにくわえ、部分の接合をはかっている。作品を書くにあたってヴァン・ヴォークトはオスヴァルト・シュペングラーの歴史哲学に感化されたという。
『宇宙船ビーグル号の冒険』では、クァールが人間のイドをくらうクァール以外にも、イクストルという生物が乗組員に卵を産みつける内容になっており、映画『エイリアン』がその剽窃であるという訴訟をヴァン・ヴォークトは起こしており、$50,000 の示談で解決している。

## 日本語訳
『宇宙船ビーグル号の冒険』の日本語訳での表記には揺れがあり、早川書房版浅倉久志訳では「クァール」、創元SF文庫版沼沢洽治訳では「ケアル」、角川文庫版能島武文訳では「キアル」と表記されている。

## 他作品での登場
いくつかの作品でクァールをモチーフとしたキャラクターが登場する。作品によって能力や姿も異なる。

### 小説
- ダーティペアシリーズ
人間に馴れるよう改造を受けた個体「ムギ」が、主人公のパートナーとして登場する。
元々はオリジナルの生物を考えていたが設定を考えて行くうちにクァールと殆ど同じになったため、原作小説の末尾に本作が出典であることを明記した上で本作から引用している。

### ゲーム
- テーブルトークRPG『ダンジョンズ&ドラゴンズ』
6本脚で黒い体色のディスプレイサー・ビーストが登場。
見る者に実際いる場所とは違う位置にいるように錯覚させる所くらましと呼ばれる能力を持つ。
- ファイナルファンタジー
シリーズ第2作のファイナルファンタジーIIで登場して以降、シリーズ定番のモンスターとなった。
麻痺や即死させる能力「ブラスター」を持つ。初期作品では黒豹のような姿だったが、シリーズが続くにつれて豹柄になっていった。また、肩に触手は無いが髭が長い触角になっている。
オンラインゲームであるファイナルファンタジーXIでは肉を食材として利用でき、ソテーや煮込み料理のレシピが存在する。
- 新・世界樹の迷宮 ミレニアムの少女
爬虫類のようにも見える姿の魔獣クァールがボスキャラクターとして登場。
最初の戦闘では周囲が暗闇のためこちらの攻撃が当たらず撤退を余儀なくされる。
- CARAVAN STORIES
雪豹のような体色で額から大きなツノが生えたクアールが登場。緑川美帆（ことG.River）がデザインを担当した[52]。
- サムライ ライジング
長く伸びた髭を持ち、豹のような姿のクアールが登場。雷を操る能力を持つ。[53]
- ギルドウォーズ2 （英語版）
背中から一対の副腕状のものが生えた「colocal」という名前のモンスターが登場。

### その他
- テレビアニメ『マブラヴ オルタネイティヴ トータル・イクリプス』
18話では側面に「COEURL EXPRESS」の文字とクァールのシルエットが描かれたトラックが登場する。
- コミック『Worlds Unknown（英語版）』
1970年代にMARVELより出版された古典SF短編小説を漫画化するシリーズ『Worlds Unknown』で、『黒い破壊者』が漫画化された。[54]